# Les Fourches
Le quartier des Fourches est un quartier situé au sud-ouest de Laval entre le centre-ville et le Bourny.
Il est essentiellement résidentiel et composé de maisons individuelles et de tours HLM. La partie du quartier rassemblant les habitats collectifs est classée quartier prioritaire, avec 1 234 habitants en 2018 pour un taux de pauvreté de 50 %.
On trouve dans le quartier la maison d'arrêt.

## Éducation
2 établissements scolaires publics du premier degré :
- école maternelle Le Chat Botté
- école élémentaire Charles Perrault

1 établissement public du second degré :
- collège Jacques Monod

1 établissement privé du premier et second degré :
- groupe scolaire mixte Sainte-Thérèse